# Vittorangelo Orati
Vittorangelo Orati (Roma, 8 gennaio 1943 – Viterbo, 5 ottobre 2019) è stato un economista italiano.

## Biografia
Vittorangelo Orati ha frequentato, dal 1964 al 1968, la Facoltà di Economia marittima presso l'Istituto Universitario Navale di Napoli, laureandosi con una dissertazione sul sottosviluppo, e nel 1971 ha ottenuto la specializzazione con uno studio sulla teoria della crescita. In seguito ha iniziato la sua carriera di docente universitario. Ha dapprima ricoperto il ruolo di professore assistente e poi, dal 1980, di associato di Economia politica presso l'Ateneo di Reggio Calabria e in seguito all'Università della Tuscia di Viterbo. Nel tempo, è stato docente presso diverse istituzioni universitarie, fra le quali quella di New Brunswick, Nizza, Lisbona, Copenaghen, Johannesburg, Bologna, il Politecnico di Milano. È stato inoltre ospite di atenei a Boston, San Francisco e Caracas; oltre a ciò, ha svolto corsi alla Bocconi. È anche membro dell'International Scientific Board dell'International Institute of Development Studies (alla Rothak University), componente dell'Editorial Board dell’International Journal of Applied Economics and Econometrics e dell’International Journal of Development Planning Literature.
Per i suoi ruoli accademici e per l'attività di studioso e saggista, ha collaborato assieme a Premi Nobel per l'Economia, fondando la rivista International Institute of Advanced Economic and Social Studies (IIAESS), oltre a curare le International Schumpeter Lectures di cui è Editor (IIAESS & J. Hopkins University), e ha contribuito, con Lawrence Klein e Robert Solow, al primo numero delle quattro edizioni con i quali l'IIAESS ha voluto celebrare Paul Samuelson.

## Elementi del pensiero economico
Nelle sue ricerche, Orati ha spiegato la contraddizione insita nella stagflazione, ha contestato la scientificità del concetto di macroeconomia e più di recente ha avanzato critiche nei confronti della teoria dei costi comparati come esposta nelle tesi di David Ricardo. Ha inoltre confutato il carattere “scientifico” della globalizzazione ipotizzandone la fine attraverso l'elaborazione di una teoria innovativa riguardante i meccanismi che regolano il commercio internazionale; nel sottolineare le differenze fra lavori «produttivi» e lavori «improduttivi», avanza un'impietosa critica dell'innalzamento della vita lavorativa che rischia concretamente di interrompere i processi produttivi e di aggravare la crisi globale.

## Pubblicazioni
- Turismo e sottosviluppo, Napoli, Schettini, vol. 1, p. 5-62, 1975
- L'anomalia della stag-flation e la crisi dei paradigmi economici, Napoli, Liguori, vol. 1, p. 1-209, 1984, ISBN 88-207-1379-9
- Produzione di merci a mezzo lavoro, Napoli, Liguori, vol. 1, p. 1-226, 1984, ISBN 88-207-1324-1
- Il ciclo monofase. Saggio sugli esiti aporetici della “dinamica” di J.A. Schumpeter, Napoli, Liguori, vol. 1, p. 1-157, 1988, ISBN 88-207-1743-3
- Il (corto) circuito. Ovvero una moneta per l'economia, Torino, Isedi, vol. 1, p. 1-340, 1992
- Scandinavian Lectures. The End of Political Economy and the End of Economic Policy, Roskilde University, p. 1-42, 1996
- Una teoria della teoria economica (Vol. II), Torino, UTET, vol. 2, p. 319-710, 1997, ISBN 88-02-05250-6
- Una teoria della teoria economica. Lezioni critiche di economia politica (Vol. I), Torino, Utet, vol. 1, p. 1- 317, 1997, ISBN 88-02-05227-1 e 88-02-05250-6
- Technology and Uneven Development: a proposal for a New Approach to the International Trade Theory, Lisboa, Universidade Tecnica de Lisboa, vol. 1, p. 1-57, 2001
- Globalizzazione Scientificamente Infondata. Una teoria per il popolo di Seattle, Roma, Editori Riuniti, vol. 1, p. 1-165, 2003, ISBN 88-359-5382-0
- Globalization Scientifically Unfounded, Bangalore, Esquire Publications, vol. 1, p. 1-129, 2003, ISBN 81-901860-1-9
- Italy, EU, Globalization is there an alternative to free trade? (a cura di), Caracas, Universidad Central de Venezuela Editiones, FACES, vol. e-book, 2008, ISBN 9789800024621
- Globalizzazione Scientificamente infondata. Un nuovo corollario di una teoria economica post-tolemaica, Thyrus, vol. 1, p. 1-377, 2008
- The Unknown Schumpeter and the Chronic Crisis of Economic Science, IIAESS-Johns Hopkins University-Confindustria, vol. X/II, 2010
- Lavoro produttivo e improduttivo. Un altro fallimento della scienza economica con alcune riflessioni sul falso problema delle pensioni, Editori Riuniti University Press, vol. 1, p. 1-268, 2010, ISBN 9788864730066[3]